# Ledeburit
Ledeburit  je eutektična mješavina austenita i cementita (ili grafita) koja sadrži 4,3 % ugljika i nastaje kod 1147 ºC. Ledeburit nastaje kada je sadržaj ugljika u željezu između 2,06% i 6,67% (maseni udio). Ime je dobio po metalurgu Karl Heinrich Adolf Ledeburu (1837-1916). On je bio prvi profesor metalurgije u Freiburgu. Ledeburit je otkrio 1882.
Prema sadržaju ugljika legure željeza mogu biti legure koje se skrućuju bez eutektične mješavine (čelik) i legure s eutektičnom mješavinom (lijevano željezo ili željezni lijev). U dijagram stanja (fazni dijagram) željezo – ugljik ta je granica na 2,06% ugljika. Pod utjecajem nekih kemijskih elemenata, osobito silicija, ta se granica može pomaknuti ulijevo (manje od 2,06% ugljika). Željezne legure s eutektičnom mješavinom mogu se skrutiti po stabilnom sustavu željezo – ugljik, što znači da se ugljik izlučuje u obliku grafita (eutektična mješavina: austenit – grafit), a mogu se skrutiti po metastabilnom sustavu željezo – cementit, ako je ugljik kemijski vezan za željezo kao metastabilni (toplinski nepostojan) ledeburit (ledeburitska eutektična mješavina). U legurama s ledeburitskom eutektičnom mješavinom može se naknadnom toplinskom obradom postići raspadanje ledeburita i stvaranje grafita. Lijevano željezo se dijeli prema izgledu prijeloma i prema mehaničkim svojstvima na sivi lijev, bijeli lijev ili tvrdi lijev, žilavi lijev (nodularni ili kugličasti lijev), kovkasti lijev (temper lijev), te crvičasti lijev (vermikularni lijev).